# Zhu Jun
En aquest nom xinès, el cognom és Zhu.
Zhu Jun -nom estilitzat Gongwei (公伟)- (? - 195) va ser un polític durant el període de la Dinastia Han Oriental de la història xinesa. Com a personatge de la novel·la històrica del Romanç dels Tres Regnes de Luo Guanzhong, se li atribueixen certes accions que ell en realitat no va dur a terme.
Zhu Jun aconseguí una sèrie de victòries sobre els rebels, incloent la seva victòria (assistit per Liu Bei i els seus germans de jurament) en derrotar Zhang Bao, un dels tres líders dels Turbants Grocs. A causa del seu servei, va ser ascendit a General de la Cavalleria Volant, la segona posició més alta en l'exèrcit imperial xinès en eixe moment després del Mariscal Regent (títol en possessió de He Jin) i igual al General dels Carruatge Voladors (que va ser concedit a Huangfu Song). Per desgràcia, va ocupar el càrrec durant menys d'un any abans que ell fóra evacuat del càrrec en el 189 per eunucs corruptes.
Zhu va lluitar en moltes batalles, i va ser amic de Sun Jian. En realitat ell recomanà Sun Jian a la cort imperial. En el 195, Zhu Jun va caure malalt i mai es va recuperar. Zhu Jun va morir de la malaltia; i durant la seva vida va tenir un sol fill, Fu Zhu.